# Spelaeornis
Genre
Le genre Spelaeornis regroupe huit espèces de turdinules, passereaux de la famille des Timaliidae.

## Liste des espèces
Selon la classification de référence du Congrès ornithologique international (version 5.2, 2015) :
- Spelaeornis caudatus – Turdinule à gorge rousse
- Spelaeornis badeigularis – Turdinule des Mishmi
- Spelaeornis troglodytoides – Turdinule troglodyte
- Spelaeornis chocolatinus – Turdinule chocolat
- Spelaeornis reptatus – Turdinule de Bingham
- Spelaeornis oatesi – Turdinule d'Oates
- Spelaeornis kinneari – Turdinule de Kinnear
- Spelaeornis longicaudatus – Turdinule à longue queue

La Turdinule tachetée (Elachura formosa) était incluse dans le genre Spelaeornis en tant que Spelaeornis formosus, mais des études phylogénétiques moléculaires en 2014 fournissent des preuves qu'elle en est distincte.